# To the Edge of the Earth
To the Edge of the Earth è il secondo EP del gruppo musicale statunitense Thirty Seconds to Mars, pubblicato il 25 marzo 2008 dalla Virgin Records in esclusiva per Walmart.

## Descrizione
Prodotto da Josh Abraham e dagli stessi Thirty Seconds to Mars, To the Edge of the Earth è nato come successione della causa ambientale dei Thirty Seconds to Mars iniziata con la pubblicazione del singolo A Beautiful Lie e include una confezione CD+DVD realizzato mediante materiali ecologici. Il CD contiene il singolo A Beautiful Lie, la versione radiofonica e quella acustica registrata in una sessione radiofonica. mentre il DVD contiene invece la versione completa del video musicale di A Beautiful Lie e quella ridotta.

## Tracce
Testi e musiche di Jared Leto.
CD
1. A Beautiful Lie – 4:06
2. A Beautiful Lie (Single Shot Version) – 4:06
3. A Beautiful Lie (Live Acoustic Version) – 3:40

DVD
1. A Beautiful Lie Video (Extended Version) – 7:59
2. A Beautiful Lie Video (Short Edit) – 4:46

## Formazione
- Jared Leto – voce, chitarra, basso
- Shannon Leto – batteria, percussioni
- Tomo Miličević – chitarra, tastiera